# Etnologische tentoonstelling
Een etnologische tentoonstelling (ook volkerenshow, ethnozoölogische tentoonstelling, (en)  human zoo) is een etnologische expositie waarbij mensen uit een andere cultuur in levenden lijve achter een omheining worden tentoongesteld.

## Tot 1870
Tijdens de Renaissance ontwikkelde de Medici een grote menagerie in het Vaticaan. In de 16e eeuw had kardinaal Hippolytus Medici een verzameling van mensen van verschillende rassen en exotische dieren. Hij is beschreven als het hebben van een groep van de zogenaamde 'savages', die meer dan twintig talen spraken; er waren ook Moren, Tataren, Indianen, Turken, en Afrikanen.
Op het westelijk halfrond is een van de vroegste bekende dierentuinen die van de Moctezuma in Mexico. Het bestond niet alleen uit een uitgebreide collectie van dieren, maar ook mensen werden tentoongesteld, bijvoorbeeld: 'dwergen', 'albino's' en 'gebochelden'.
Een van de eerste moderne openbare menselijke tentoonstellingen was PT Barnums tentoonstelling van Joice Heth op 25 februari 1835 en vervolgens de Siamese tweeling Chang en Eng Bunker. Deze tentoonstellingen waren gebruikelijk in excentrieke shows. Columbus bracht de inheemse Amerikanen van zijn reizen in de Nieuwe Wereld naar het Spaanse hof in 1493. Een ander bekend voorbeeld is dat van Saartjie Baartman van de Namaqua, vaak aangeduid als Hottentot Venus, die werd getoond in Londen en Frankrijk tot aan haar dood in 1815.
Tijdens de jaren 1850, werden Maximo en Bartola, twee microcefalie kinderen uit El Salvador, tentoongesteld in de Verenigde Staten en Europa onder de namen Aztec Kinderen en Aztec lilliputters.

## 1870 tot de jaren 1930

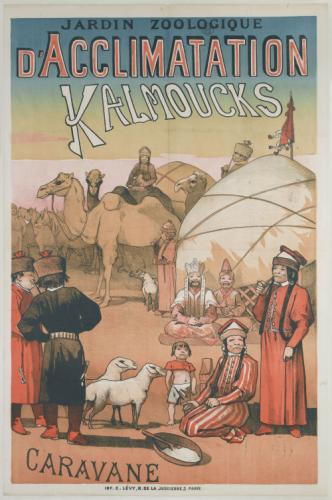
Tentoonstelling van Turks-Mongools volk in het Park Jardin Zoologique in Parijs

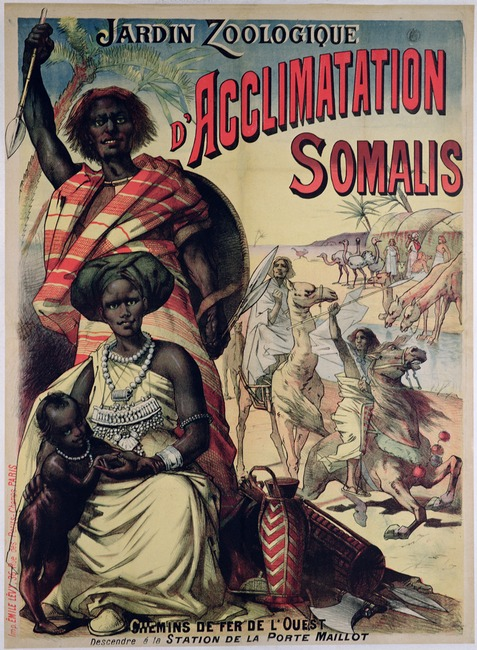
Tentoonstelling van Somaliërs in het Park Jardin Zoologique in Parijs

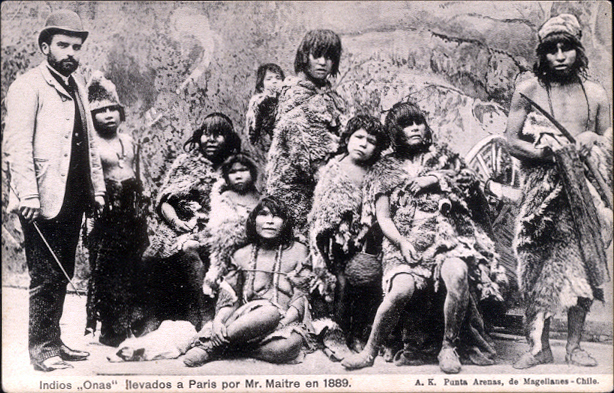
Inwoners van Tierra del Fuego in 1889 in Parijs

Etnologische tentoonstellingen werden gemeengoed in de jaren 1870, in het midden van het nieuwe imperialisme. De tentoonstellingen van exotische populaties werden populair in diverse landen veelal als onderdeel van wereldtentoonstellingen.
Tijdelijke etnologische tentoonstellingen trof men aan in Parijs, Hamburg, Antwerpen, Barcelona, Londen, Milaan en New York.
Carl Hagenbeck, een handelaar in wilde dieren en oprichter van Tierpark Hagenbeck, besloot in 1874 om mensen uit Samoa en Sami te exposeren als "puur natuur"-populaties. In 1876 stuurde hij een medewerker naar de Egyptische Soedan om een aantal wilde dieren en Nubiërs te halen. De Nubische tentoonstelling was zeer succesvol in Europa en toerde in Parijs, Londen en Berlijn. In 1880 zond hij ook een agent naar Labrador om een aantal Inuits uit de Moravische missie van Hebron te halen.
Albert Geoffroy Saint-Hilaire, directeur van le Jardin d'acclimatation, besloot in 1877 tot twee volkenkundige tentoonstellingen: Nubiërs en Inuit werden samen gepresenteerd. In dat jaar, verdubbelde het publiek van le Jardin d'Acclimatation tot een miljoen. Tussen 1877 en 1912 werden ongeveer dertig etnologische exposities gehouden op le Jardin Zoologique d'Acclimatation.
Zowel op de Wereldtentoonstelling van 1878 als van 1889 (beide in Parijs) waren nagebouwde inheemse dorpen met hun bewoners uit verschillende koloniën te zien. De wereldtentoonstelling van 1900 toonde de diorama leven in Madagaskar. 

In 1883, werd de inheemse bevolking van Suriname getoond tijdens de Internationale Koloniale en Uitvoerhandel Tentoonstelling in Amsterdam.

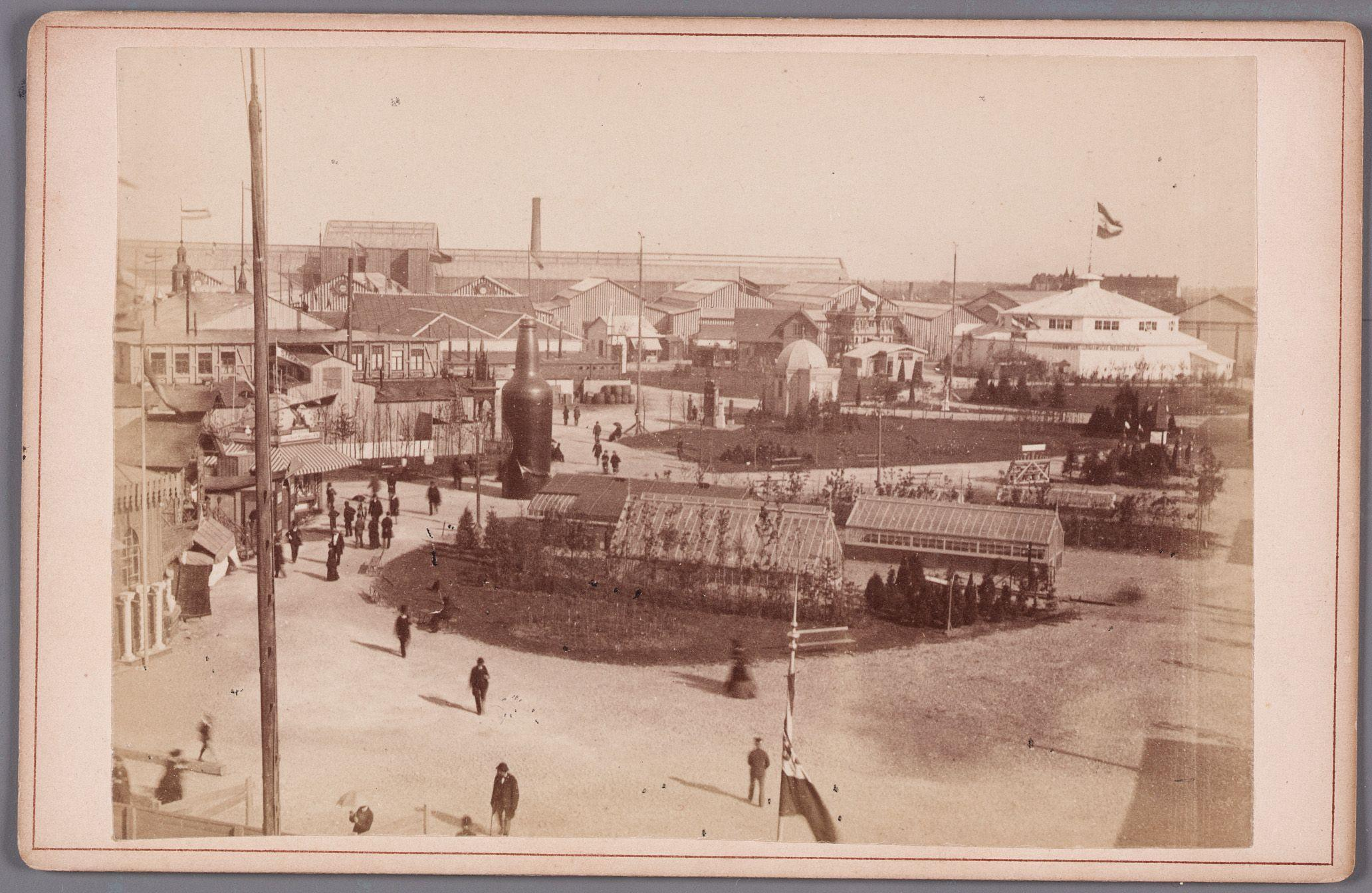
De Internationale, Koloniale en Uitvoerhandel Tentoonstelling Amsterdam 1883. Rechts op de achtergrond de rotonde voor de 'Surinaamsche Inboorlingen'. (Museumplein)

Hagenbeck organiseerde in de late jaren 1800 tentoonstellingen van inheemse bevolkingsgroepen uit verschillende delen van de wereld. Zo ook een openbare vertoning in 1886 van Sinhalese autochtonen uit Sri Lanka. In 1893/1894, ook van Sami/Lappen in Hamburg-St. Pauli.
Tussen 1883 en 1898 exposeerde de Canadees Robert A. Cunningham talloze etnologische tentoonstellingen met Australische Aboriginals in Nieuw-Zeeland, Amerika en Europa. Een optreden vond plaats in Delft.
In 1896, werden door de Cincinnati Zoo 100 Sioux-indianen uitgenodigd om een dorp ter plaatse te vestigen. Zij hebben drie maanden op deze locatie gewoond.
Op de Wereldtentoonstelling in Saint Louis werden in samenwerking met de Olympische Zomerspelen 1904 Apachen en Igorots (uit de Filipijnen) getoond. De Verenigde Staten hadden net nieuw gebied verworven, als gevolg van de Spaans-Amerikaanse Oorlog, gebieden zoals Guam, Filipijnen en Puerto Rico, onder de noemer dat zij een deel van de oorspronkelijke nationale bewoners waren, zodat hen geen blaam trof.
De Verenigde Staten lieten Filipino's zien tijdens de Saint Louis World's Fair in 1904 in Saint Louis (Missouri). Het werd aangekondigd "als een optocht van evolutionaire vooruitgang, konden bezoekers de primaten aanschouwen, dat het tegenwicht was voor de geciviliseerde rechtvaardigen", zoals werd beschreven in Kiplings gedicht The white man's burden.
Pygmeeën uit Nieuw-Guinea en Afrika, die later ook getoond werden in de sectie "primaten" van de Bronx Zoo, werden naast de Amerikaanse indianen getoond zoals Apache-strijder Geronimo, die zijn handtekening verkocht. De Filipino's werden tentoongesteld met op ware schaal gebouwde replica's van inheemse woonruimten, opgericht om de leefomstandigheden van het Filipijnse volk vertonen. Het doel was om zowel de "beschavende" invloed van de Amerikaanse heerschappij en het economisch potentieel van de natuurlijke hulpbronnen van de eilandketens, verworven tijdens de Filipijns-Amerikaanse oorlog. "Het was naar verluidt, de grootste specifieke Aboriginaltentoonstelling getoond in zo'n expositie."

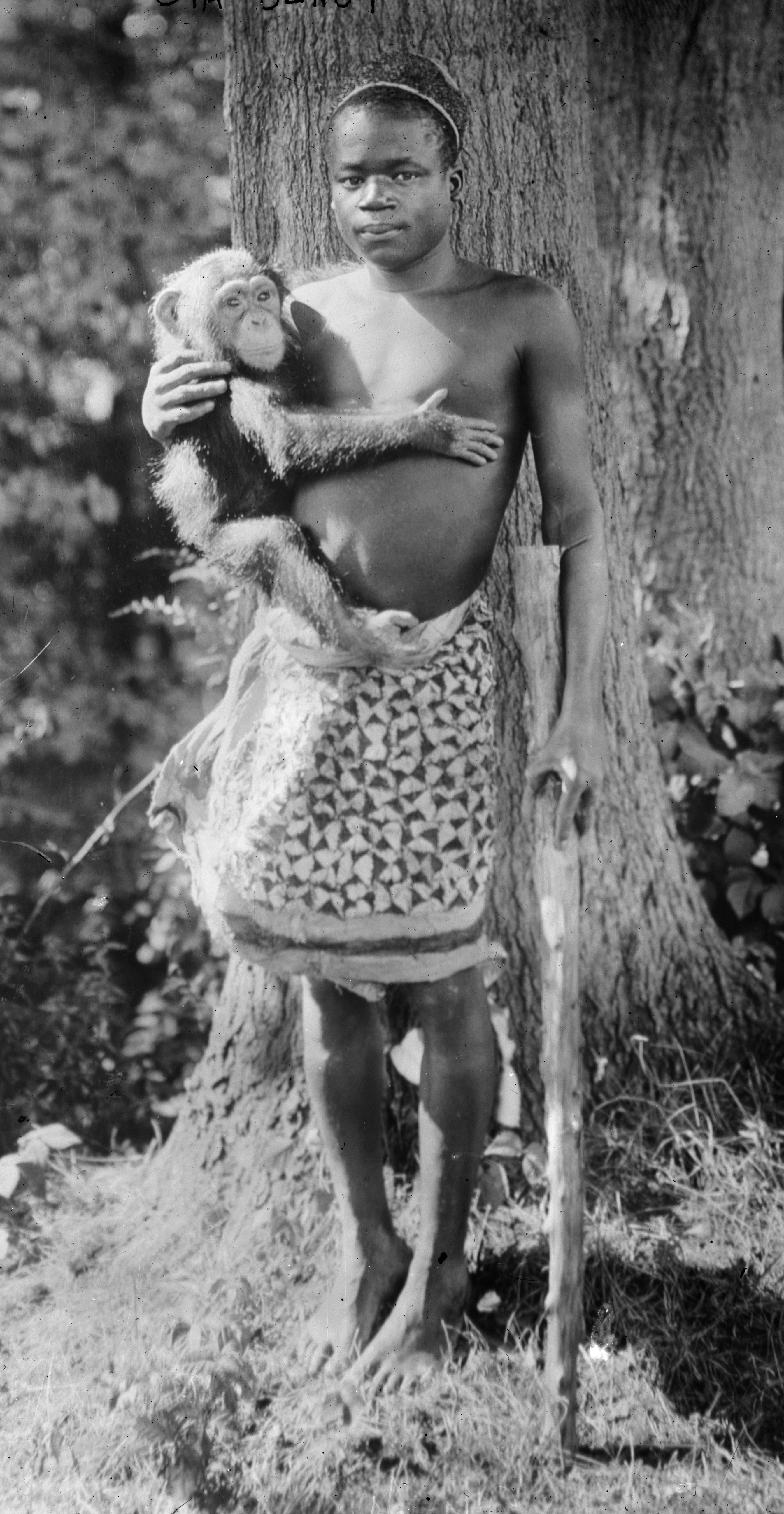
Ota Benga in Bronx Zoo in 1906. Er bestaan slechts vijf promotiefoto's van zijn verblijf, geen ervan in het "apenhuis"; camera's waren daar verboden.

In 1906, Madison Grant -bekendheid, eugeneticus, amateur antropoloog en hoofd van de New York Zoological Society, de Congolese pygmee Ota Benga showen in de Bronx Zoo in New York, samen met apen en andere dieren. In opdracht van Grant, plaatste de dierentuindirecteur William Hornaday Benga in een kooi met de chimpansees, daarna met een orang-oetan genaamd Dohong, en een papegaai. Benga werd gelabeld als The Missing Link, wat erop wijst dat in evolutionaire termen Afrikanen als Benga dichter bij apen stonden dan de Europeanen. Dit leverde protesten op van geestelijken van de stad, maar naar verluidt stroomde het publiek binnen om het te aanschouwen.
Benga schoot met een pijl en boog op doelen, weefde touw en worstelde met een orang-oetan. Hoewel volgens The New York Times, "slechts weinigen hoorbaar protesteren tegen de aanblik van een mens in een kooi met apen als metgezellen", brak controverse uit toen zwarte geestelijken in de stad grote aanstoot namen. "Ons ras wordt zelfs zonder het vertonen van deze vergelijking al voldoende gedeprimeerd," zei de dominee James H. Gordon, inspecteur van de Howard Colored Orphan Asylum in Brooklyn. "We denken dat we het waard zijn beschouwd te worden als mens, met zielen."
New Yorks burgemeester George B. McClellan, Jr. weigerde een ontmoeting met de geestelijken, en voelde zich gesteund door de lof die hij ontving van directeur Hornaday, die tot hem schreef: "In de geschiedenis van het Zoölogisch Park, zal dit incident een zeer vermakelijke passage vormen".
Terwijl de controverse doorging, bleef Hornaday benadrukken dat zijn enige bedoeling was om een etnologische tentoonstelling op te zetten. In een andere brief zei hij 10 jaar later, terwijl hij een racistisch traktaat publiceerde, dat het absoluut noodzakelijk is dat de samenleving niet mag lijken op wat door de zwarte geestelijken gedicteerd wordt.
Op maandag 8 september 1906, slechts twee dagen na de opening, had Hornaday besloten om de tentoonstelling te sluiten, en kon Benga vrij lopen in de dierentuin, vaak gevolgd door een joelende en schreeuwende menigte.
In 1925 vond een vertoning bij de Belle Vue Zoo in Manchester, Engeland plaats, ze was getiteld Kannibalen en werd gekenmerkt door zwarte Afrikanen af te schilderen als wilden.
In de jaren 1930 kwamen naaktshows op in de Verenigde Staten waarbij nudisten werden getoond. Deze omvatten de Zoro Garden Nudist Colony in het Pacific International Exposition in San Diego, Californië (1935-6) en de Sally Rand Naakt Ranch aan de Golden Gate International Exposition in San Francisco (1939). De oorspronkelijken (vermoedelijk een echte nudistenkolonie, maar later werden artiesten ingezet in plaats van de werkelijke nudisten) waren naakt. De laatsten werden gekenmerkte door vrouwen in westerse kleding. De Golden-Gatebeurs werd ook gekenmerkt door een "Greenwich Village"-show, die in een officiële gids werd beschreven als "koloniemodel van kunstenaars en revue theater."

## 1940 tot heden

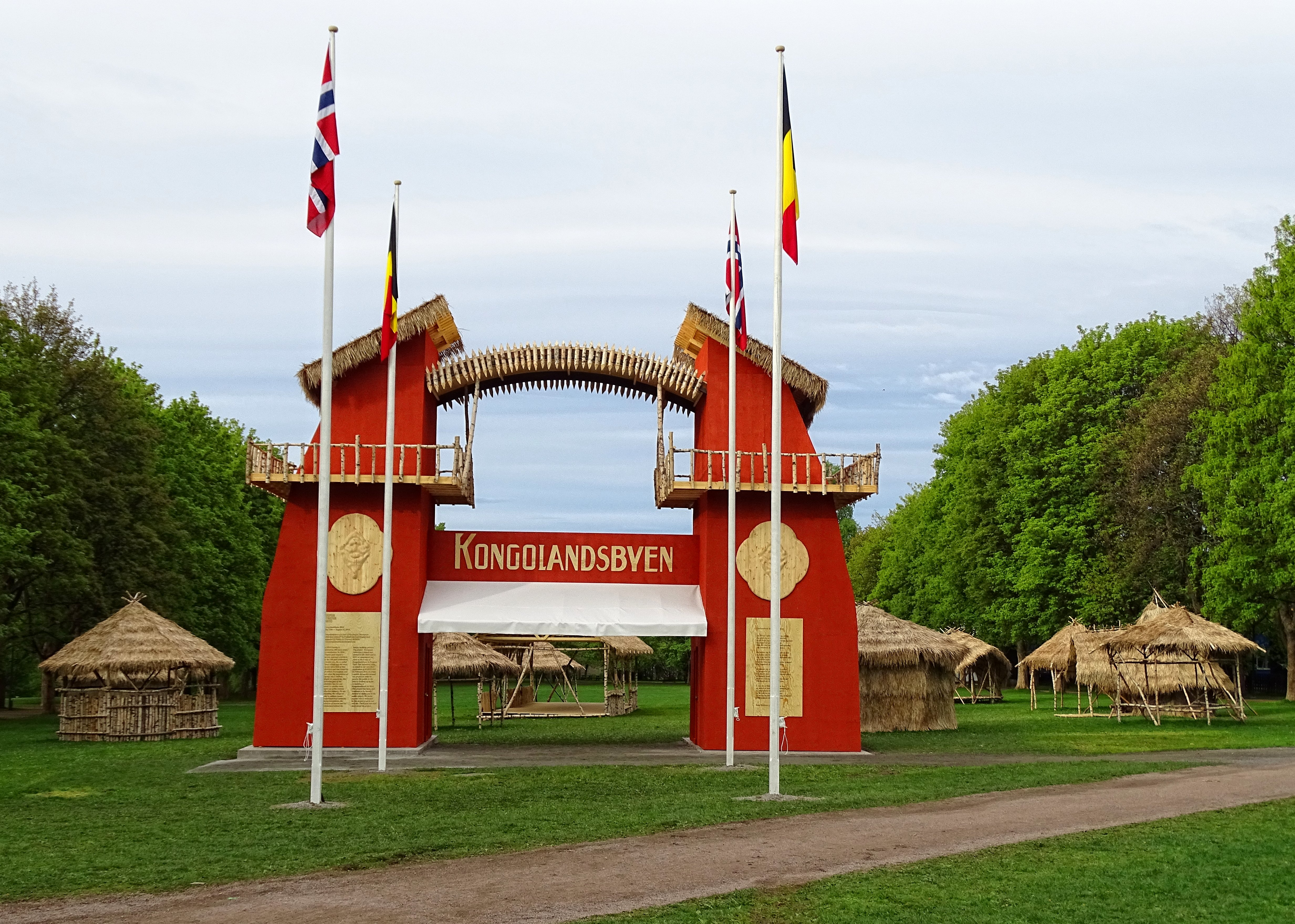
Kongolandsbyen 2014

Een Congolees dorp werd getoond op de Brusselse wereldtentoonstelling van 1958. In april 1994, werd een voorbeeld van een Ivoriaans dorp gepresenteerd als onderdeel van een Afrikaanse safari in Port-Saint-Père in Frankrijk, later Planète sauvage genoemd.
Een Afrikaans dorp werd tentoongesteld als een ambachtelijk en cultureel festival in de dierentuin van de Duitse stad Augsburg in juli 2005, het was onderwerp van veel kritiek.
In augustus 2005 werden in London Zoo, gedurende vier dagen, vier menselijke vrijwilligers getoond in vijgenbladeren en bikini.
In 2007 had Adelaide Zoo een groep mensen als onderdeel van een experiment gehuisvest in het voormalige apenhuis gedurende de dag (maar 's nachts naar huis). De bewoners namen deel aan diverse oefeningen, tot groot vermaak van de toeschouwers, die werd gevraagd om geld te doneren voor de inrichting van een nieuwe huisvesting voor de apen. In 2007 werden pygmeeperformers op het Festival van Pan-African Music gehuisvest (hoewel niet tentoongesteld) in een dierentuin in Brazzaville, Congo.
Op 21 februari 2016 werd door Jerry Fredrickson in Duluth News Tribune in Duluth, Minnesota gesuggereerd dat het toevoegen van een Native American kampement aan de Lake Superior Zoo busladingen toeristen zal brengen.

## Kritiek
De tentoonstellingen benadrukten vaak de culturele verschillen tussen de Europeanen van de westerse beschaving en niet-Europese volkeren of andere Europeanen met een levensstijl die als primitief werd beschouwd. Sommigen plaatsten inheemse Afrikanen ergens in de evolutie tussen de mensapen en blanken. Etnologische exposities worden in de 21e eeuw bekritiseerd als vernederend en racistisch.

## Overnameverantwoording
- Dit artikel is aangemaakt door (gedeeltelijke) vertaling van het Engelstalige Wikipedia-artikel Human zoo.